# Даниил Ласков
Даниил (Данаил) Т. Ласков (изписване до 1945 година: Даниилъ Т. Ласковъ) е български богослов и просветен деец от Късното българско възраждане.

## Биография
Роден е в 1871 година в дедеагачкото село Доганхисар. Учи в родното си село, в българското свещеническо училище в Одрин и в Цариградската българска семинария. Завършва петокласния курс на Санктпетербургската семинария, а в 1902 година – Киевската духовна академия в Русия.
Учителствува в родното си село, след това в Цариградската семинария, а в 1907/1908 година преподава в Солунската българска мъжка гимназия. От 1909 до 1921 година учителства във Варна и в Софийската семинария. Работи като началник на отдел при Светия синод на Българската екзархия. Сътрудник е на „Църковен вестник“, а в 1921 година и негов главен редактор.
Още като студент в Киев Ласков подготвя магистърска теза „Живот и литературна дейност на св. Климент Охридски“. Ласков открива препис от общото Климентово поучение, пригодено за празника на апостол Тома, което издава в 1915 година в превод на новобългарски език в навечерието на стогодишнината от смъртта на Климент Охридски – „Живот и дейност на св. Климент Охридски с една негова проповед“. Превежда от гръцки език и житието на Климент Охридски от Теофилакт Охридски и го издава в 1916 година с бележки и коментар. В „Църковен вестник“ обнародва преводи на Климентовите похвални слова за пророк Захарий и за раждането на Йоан Кръстител, за Четиридесетте мъченици, за Възкресение Лазарово и Климентовите поучения за Преображение Господне и за Неделния ден. Автор е на учебник по догматично богословие.
Умира на 9 юли 1922 година в София.